# Sächsischer Forstverein
Der Sächsische Forstverein e. V. ist ein gemeinnütziger Verein und gehört als Landesverein dem Deutschen Forstverein an. Er wurde im Jahr 1847 in Marienberg gegründet und ist einer der ältesten Landesforstvereine in Deutschland und außerdem einer der ältesten Vereine in Sachsen überhaupt.

## Ziele
Der Verein sieht sich parteipolitisch neutral und verfolgt gemäß seiner Satzung u. a. folgende Ziele:
- die Förderung der Pflege und Erhaltung des heimischen Waldes,
- die Förderung der forstlichen Wissenschaft,
- die Förderung, Organisation und Durchführung der fachlichen Aus- und Weiterbildung seiner Mitglieder durch Vortragsveranstaltungen, fachliches Schriftgut, Exkursionen im In- und Ausland sowie durch Förderung des persönlichen Gedankenaustausches und Förderung der Erziehung, Volks- und Berufsbildung einschließlich der Studentenhilfe,
- die Zusammenarbeit mit anderen Forstvereinen, Organisationen und Einrichtungen zur Förderung forstlicher Belange.

## Geschichte

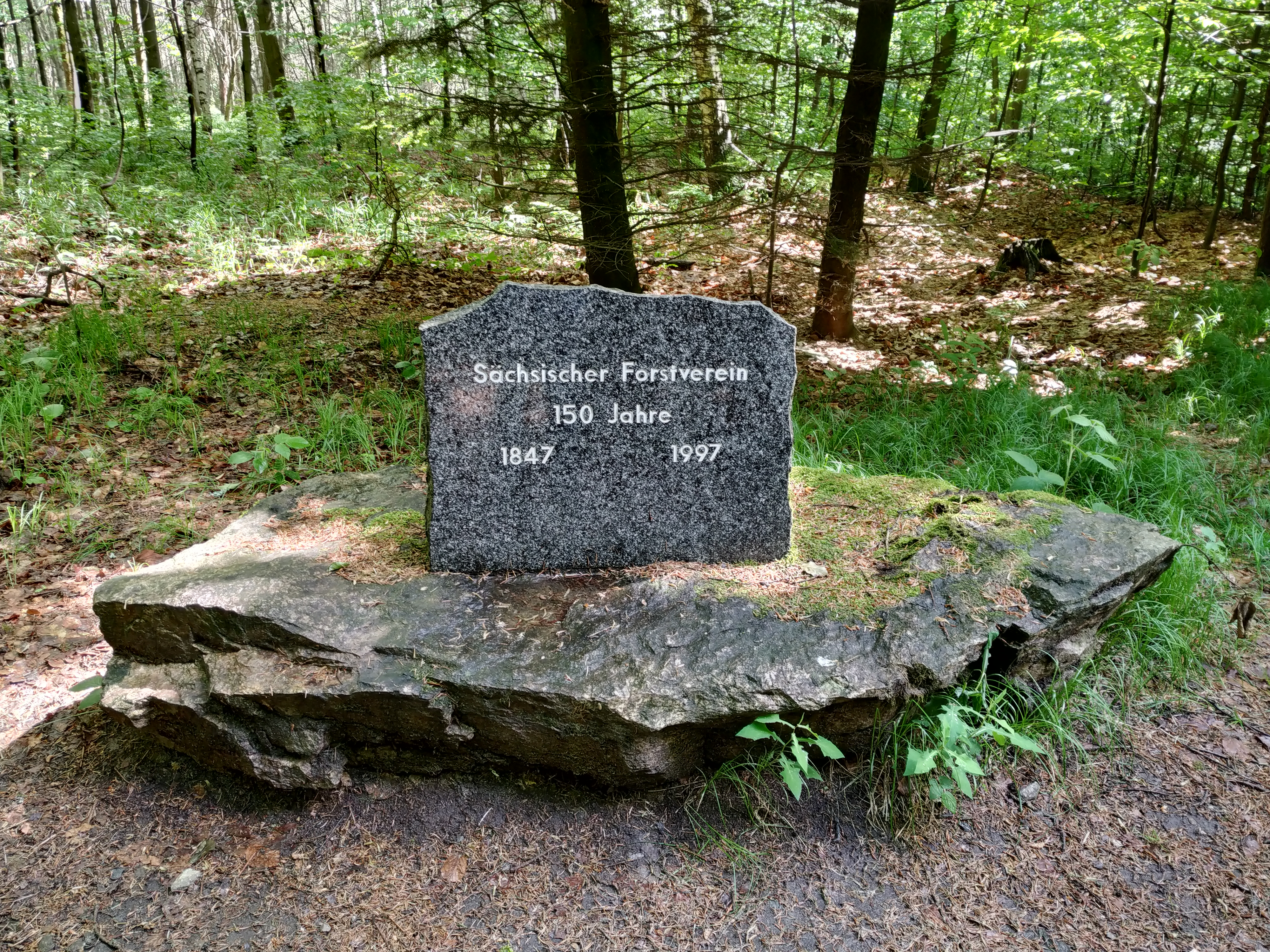
Gedenkstein anlässlich des 150-jährigen Bestehens von 1997 in Pobershau

Der erste forstliche Regionalverein in Sachsen war der 1842 gegründete „Forstwirtschaftliche Verein der Oberlausitz“. Am 15. August 1847 gründete sich dann der Sächsische Forstverein. Auf Antrag nahm man den Forstwirtschaftliche Verein der Oberlausitz in den „größeren sächsischen Forstverein“ auf.
Nach seinen Statuten war der Zweck des Sächsischen Forstvereins der gegenseitige „Austausch der Erfahrungen, Beobachtungen und Ansichten aus dem Bereiche des Forst- und Jagdwesens […], ferner durch gemeinschaftliche Unternehmungen und Versuche, […] die forstliche Erkenntnis zu erweitern, und […] den Gemeinsinn zu fördern.“
Erster Vorsitzender des Sächsischen Forstvereins war der Direktor der Akademie für Forst- und Landwirte in Tharandt Carl Heinrich Edmund von Berg.
Bei seiner Gründung zählte der Verein 103 Mitglieder. Darunter waren Forstwissenschaftler und -praktiker wie die Tharandter Professoren Max Preßler, Friedrich August von Cotta und Emil Adolf Roßmäßler sowie Oberforstmeister Hans Ernst von Manteuffel. Zu seiner 25. Versammlung 1879 hatte der Verein bereits 612 Mitglieder.
1899 gründete sich der Deutsche Forstverein. Es bestand zunächst eine lockere Verbindung zwischen dem Sächsischen und dem Deutschen Forstverein. Im Jahr 1921 gab es dann die erste gemeinsame Sitzung des Deutschen Forstvereins mit den Provinzial- und Landesforstvereinen. Ab da fanden regelmäßig Vertretertagungen des Hauptausschusses des Deutschen Forstvereins und der Vertreter der selbständigen Forstvereine in den Ländern und Provinzen statt.
In den 1930er Jahren änderten sich die politischen Verhältnisse in Deutschland (Machtergreifung). Die Gleichschaltung erfolgte dann im August 1933 als der Deutsche Forstverein eine neue Satzung beschloss. Danach waren die Landesverbände Gruppen innerhalb des Deutschen Forstvereins, sie verloren ihre Selbständigkeit. Der Sächsische Forstverein wurde umbenannt in „Deutscher Forstverein Gruppe Sachsen“.
Nach dem Ende des Zweiten Weltkrieges verbot die Sowjetische Militäradministration in Deutschland in der Sowjetischen Besatzungszone sämtliche Vereine und deren Neugründung. Als Folge lösten sich auch der Sächsische Forstverein und der Deutsche Forstverein in Sachsen auf.
Zwischen 1945 und 1990 gab es auf dem Gebiet der Deutschen Demokratischen Republik keinen eigenständigen Forstverein. Entsprechend den damaligen Strukturen gründete sich 1960 die „Deutsche Agrarwissenschaftliche Gesellschaft“ (DAG) mit einer Zentralen Fachkommission Forstwirtschaft. Die darüber organisierten Fachtagungen und Exkursionen können als ein neuer Ansatz einer forstvereinsähnlichen Tätigkeit betrachtet werden. 1971 benannte sich die DAG in „Agrarwissenschaftliche Gesellschaft der DDR“ (awig) um.
Nach der Wende gründete im März 1990 die Zentrale Fachkommission Forstwirtschaft der awig auf einer Klausurtagung in Grillenburg im Tharandter Wald den „Forstverein der DDR e. V.“. Am 30. März 1990 fand ein erster offizieller und persönlicher Kontakt zwischen den beiden deutschen Forstvereinen in Oberhof statt.
Am 17. April 1990 wurde der Sächsische Forstverein in Limbach-Oberfrohna wieder gegründet. Damit gab es wieder einen selbständigen Forstverein in Sachsen. Zum Vorsitzenden wurde Günter Wenk gewählt. Der Forstverein der DDR e. V. löste sich zum 31. Dezember 1990 auf.
Der Deutsche Forstverein nahm auf seiner Vorstandssitzung in Wiesbaden am 20. Februar 1991 den Sächsischen Forstverein sowie weitere ostdeutsche Landesforstvereine auf.

## Vorsitzende des Sächsischen Forstvereins seit 1990
| 1990–1991 | Günter Wenk      |
| 1991–1999 | Klaus Dittrich   |
| 1999–2007 | Herbert Bergmann |
| seit 2007 | Mario Marsch     |

## Aktivitäten
Bestandteil der Vereinsarbeit sind die regelmäßig stattfindenden Exkursionen zu verschiedenen forstlichen Themen. Diese werden entweder als Tagesexkursionen ins regionale Umland oder als mehrtägige Exkursionen ins Ausland durchgeführt. Ausführliche Berichte zu den Exkursionen werden auf der Website des Vereins veröffentlicht. Die Teilnahme an den Exkursionen steht auch Nichtmitgliedern offen.
Der Sächsische Forstverein ist Herausgeber verschiedener Broschüren und Bücher über forstliche und forstgeschichtliche Themen in Sachsen.
Seit der Gründung gibt es eine enge Bindung zur forstlichen Ausbildung in Tharandt. Vereinsmitglieder wirken aktiv an Modulen in verschiedenen Studiengängen mit.
Der Sächsische Forstverein war maßgeblich an der Vorbereitung und Durchführung der 69. Forstvereinstagung 2019 in Dresden beteiligt und hat insbesondere im Rahmen des Exkursionsprogrammes sowie verschiedener Fachseminare aktiv mitgewirkt. Mit etwa 1.100 Teilnehmern aus Deutschland und Teilen Europas zählte der Kongress zu einer der bislang größten Forstfachtagungen in Europa.

## Arbeitskreise und Kooperationen
Der Arbeitskreis Forstpolitik und Forstgeschichte des Sächsischen Forstvereins erstellt, teilweise gemeinsam mit weiteren sächsischen Verbänden, Stellungnahmen zu aktuellen forstpolitischen Themen in Sachsen. Es werden auch qualifizierte Stellungnahmen in öffentlichen Verfahren, z. B. bei Schutzgebiets-VO; Rekultivierungsplänen in Bergbaufolgelandschaften oder Erstaufforstungskonzepten verfasst.
Der Verein ist unter anderem Mitglied der Arbeitsgruppe Sachsen e. V. des PEFC (Programme for the Endorsement of Forest Certification Schemes) und des „Bündnis für die Zukunft des Sächsischen Waldes“.
Darüber hinaus bindet der Sächsische Forstverein die Mitglieder des Jungen Netzwerks Forst (JNF) in seine Vereinsaktivitäten, wie Sitzungen und Veranstaltungen, ein.

## Mitglieder
Mitglied kann jede natürliche oder juristische Person werden. Mit der Mitgliedschaft im Sächsischen Forstverein ist auch die Mitgliedschaft im Deutschen Forstverein verbunden.